# MBC 일요큰잔치
MBC 일요큰잔치는 문화방송에서 1987년 10월 18일부터 1995년 10월 15일까지 방송했던 연예오락 프로그램이다. 진행자는 가수 출신의 故 박상규(1942 ~ 2013)가 8년동안 고정적으로 진행해왔다.

## 소개
1987년 10월 18일 '12시 올스타 쇼'로 첫방송 되었으며 이후 1989년 11월 5일 가을개편 으로 인한 시간대 이동으로 'MBC 올스타쇼'를 거쳐 1990년 11월 4일 우리말 프로명 교체의 일환으로 'MBC 일요큰잔치'로 바뀌었다 국내 배우 및 방송연예인들이 청팀과 백팀으로 출연하여 다양한 육체 게임과 노래 대결로 겨루었고 오늘의 M.V.P를 뽑아왔다. 1995년 10월 15일에 문화방송의 가을 개편에 따라 8년만에 종영하였다.관련기사

## 일화
1993년 송년특집 프로 제작을 위해 강원도 평창군 용평리조트에서의 녹화현장에서 담당 PD가 연합뉴스와의 인터뷰에서 말하기를 "격렬한 육체 움직임을 요구하는 게임 프로그램의 특성상 방송인 섭외에도 어려움이 있었다" 고 하였다.관련기사
1991년 7월 22일 방송위원회로부터 '주의' 조치를 받았는데 진행자가 출연자들에게 호칭을 생략하고 반말투의 언행과 남녀 출연자가 서로 몸을 더듬하게는 저속한 게임을 연출했다는 사유로 주의 조치를 받았다.관련기사